# Гюла з Джулешті
Гюла (Джула) (рум. Gyula de Giulești) — воєвода Марамароський, що правив у Джулешті і Ниїресі (Nyires). Син князя (господаря) Молдавії Драгоша I.

## Життєпис
Етимологія його імені походить від назви місцевості: Giula (Gyula, від латинського «Iulia»). Перше документальне засвідчення місцевості відомо від 1349 р.: Гюлафалва (Gylafalva).
Гюла був удільним князем (воєводою) Мармарощини, коли його батько був господарем Молдавського князівство. Брав участь у війні проти Богдана I, який перейшов з Мармарощини та захопив трон Молдавії, вигнавши звідти нащадків Драгоша I.
Після смерті Драгоша I та поразки від Богдана, осів, разом з братами у Мармарощині, князівство було перетворено на повіти під керівництвом Ґюла, його синів, а також його братів князів Саса, Драга і Балка.

## Родина
Дружина — невідомо
Діти:
- Драго (після 1368)
- Степан

- Тетар
- Драгомир
- Костея
- Мирослав, серед нащадків рід Феєрів (Feier).